# ۳۸ (میلادی)
۳۸ (میلادی) سی و هشتمین سال تقویم میلادی است.

## رویدادها
بر اساس مکان
امپراتوری روم
- به احتمال زیاد کلودیوس و مسالینا در این برهه از زمان ازدواج کرده‌اند.[۱]
- آپیون در رأس هیئتی به نزد امپراتور کالیگولا رفت تا از یهودیان اسکندریه شکایت کند.[۲]
- در جریان بازدید پادشاه هیرود آگریپا اول از اسکندریه، شورشی ضد یهودی در این شهر آغاز شد؛ جمعیت می‌خواست مجسمه‌های کالیگولا را در هر کنیسه‌ای قرار دهد.[۳]

چین
- یک بیماری همه‌گیر در کائویی-چی شیوع پیدا می‌کند و باعث مرگ بسیاری می‌شود. چانگ-لی اول، مقام امپراتوری، داروهایی را فراهم می‌کند که جان بسیاری را نجات می‌دهد.

بر اساس موضوع
هنرها و علوم
- فایدروس مجموعه افسانه‌های محبوب خود را می‌نویسد.

دین
- پولس با پطرس و یعقوب در اورشلیم ملاقات می‌کند (تاریخ تقریبی) (پس از ۳ سال «از رؤیایش در راه دمشق» به اورشلیم رفت تا پطرس را ملاقات کند و ۱۵ روز نزد او ماند. (رساله به غلاطیان، فصل ۱۸)
- اندرو رسول اولین پاتریارک قسطنطنیه می‌شود و اندکی پس از آن از این مقام استعفا می‌دهد.
- استاخیس رسول دومین پدرسالار قسطنطنیه می‌شود.[۴]

## زادگان
- دروسیلا، شاهزاده خانم یهودی و دختر هرود آگریپا اول (متوفی ۷۹ پس از میلاد)

- دروسیلا، شاهزاده خانم مورتانیا

- جولیوس آرخلائوس آنتیوخوس، شاهزاده کوماژن (متوفی 92 پس از میلاد)

- لوسیوس کالپورنیوس پیسو لیسینیانوس، امپراتور روم (متوفی ۶۹ پس از میلاد)

- مارکوس والریوس مارتیالیس، شاعر لاتین رومی (تاریخ تقریبی)

## درگذشتگان
- 10 ژوئن - یولیا دروسیلا، خواهر کالیگولا (متولد 16 پس از میلاد)

- آرکلائوس از کیلیکیه، پادشاه موکل روم

- دو شی، مخترع و سیاستمدار چینی

- انیا تراسیلا، نجیب زاده رومی

- نایویوس سوتوریوس ماکرو، بخشدار رومی (متولد 21 قبل از میلاد)

- رومتالس دوم، پادشاه مشتری روم

- تیبریوس جملوس، نوه تیبریوس (متولد 19 پس از میلاد)

- تیبریوس جولیوس آسپورگوس، پادشاه مشتری روم

مراجع